# EV Experience
De EV Experience is een jaarlijks terugkerend evenement in Nederland, waarbij bezoekers kennis kunnen maken met, kunnen leren over en racen in elektrische auto's en andere elektrische voertuigen. De EV Experience vindt elk jaar een weekend lang in september of oktober plaats op Circuit Zandvoort. Het evenement vond voor het eerst plaats in 2020 en wordt georganiseerd door evenementenbureau "Ervaar Elektrisch", opgericht door Maarten Pompen.
Bij het evenement zijn verschillende automerken vertegenwoordigd, al dan niet door henzelf of door een Nederlandse dealer van de betreffende automerken. Daarnaast zijn diverse andere organisaties aanwezig die te maken hebben met (elektrisch) vervoer zoals de fabrikanten en verkopers van elektrische fietsen en leveranciers van laadpassen of -palen. Ook worden er diverse experimentele, omgebouwde of zelfgemaakte voertuigen gedemonstreerd. Op het terrein van het evenement zijn elektrische auto's te bezichtigen en kunnen bezoekers zich aanmelden om een ronde over het circuit te rijden in een van de beschikbare elektrische voertuigen.
| Editie # | Jaar | Data                | Locatie           |
| -------- | ---- | ------------------- | ----------------- |
| 1        | 2020 | 2 t/m 4 oktober     | Circuit Zandvoort |
| 2        | 2021 | 24 t/m 26 september | Circuit Zandvoort |
| 3        | 2022 | 23 t/m 25 september | Circuit Zandvoort |
| 4        | 2023 | 21 t/m 23 september | Circuit Zandvoort |